# Hagnagora anicata
Hagnagora anicata är en fjärilsart som beskrevs av Felder 1870. Hagnagora anicata ingår i släktet Hagnagora och familjen mätare. Inga underarter finns listade i Catalogue of Life.

## Bildgalleri

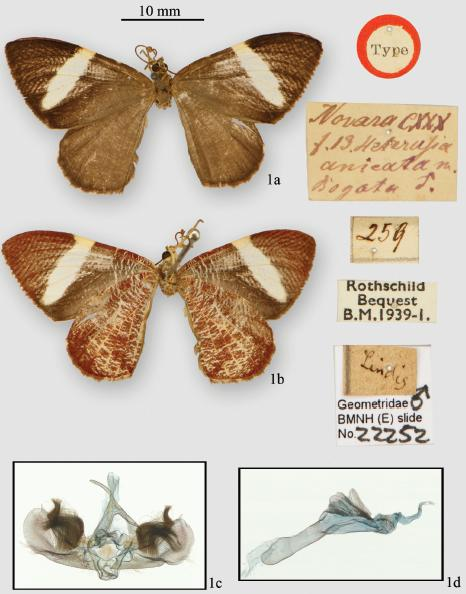